# 2023 PQ
2023 PQ es un asteroide Apolo y un objeto próximo a la Tierra (NEO) con un diámetro estimado entre 27 y 61 metros. El cuerpo pasó a una distancia nominal de 756.288 km (0,005 UA) de la Tierra, el 14 de agosto de 2023, a las 11:18 UTC.

## Datos de aproximación más cercana
| Fecha/Hora (UTC)            | Distancia mínima a la Tierra | Distancia mínima a la Tierra | Distancia máxima a la Tierra | Distancia máxima a la Tierra | Velocidad relativa (km/s) | Magnitud aparente |
| Fecha/Hora (UTC)            | km                           | UA                           | km                           | UA                           | Velocidad relativa (km/s) | Magnitud aparente |
| --------------------------- | ---------------------------- | ---------------------------- | ---------------------------- | ---------------------------- | ------------------------- | ----------------- |
| 14 de agosto de 2023, 11:18 | 753.090                      | 0,00503                      | 759.486                      | 0,00508                      | 14.81                     | 16.98             |

No hay riesgo de un impacto en la Tierra durante el acercamiento a la Tierra en agosto de 2023. Suponiendo que el asteroide tiene entre 14 y 30 metros de diámetro, un impacto por él no alcanzaría el suelo y se desfragmentaría a unos 30 km de la superficie.

## Próximo acercamiento a la Tierra
| Fecha/Hora (UTC)                         | Distancia mínima a la Tierra | Distancia mínima a la Tierra | Distancia máxima a la Tierra | Distancia máxima a la Tierra | Velocidad relativa (km/s) |
| Fecha/Hora (UTC)                         | km                           | UA                           | km                           | UA                           | Velocidad relativa (km/s) |
| ---------------------------------------- | ---------------------------- | ---------------------------- | ---------------------------- | ---------------------------- | ------------------------- |
| 24 de diciembre de 2039, 17:11 ± 5_14:37 | 38.748.504                   | 0,25902                      | 70.349.450                   | 0,47026                      | 25.22                     |